# Quimioheterótrofo

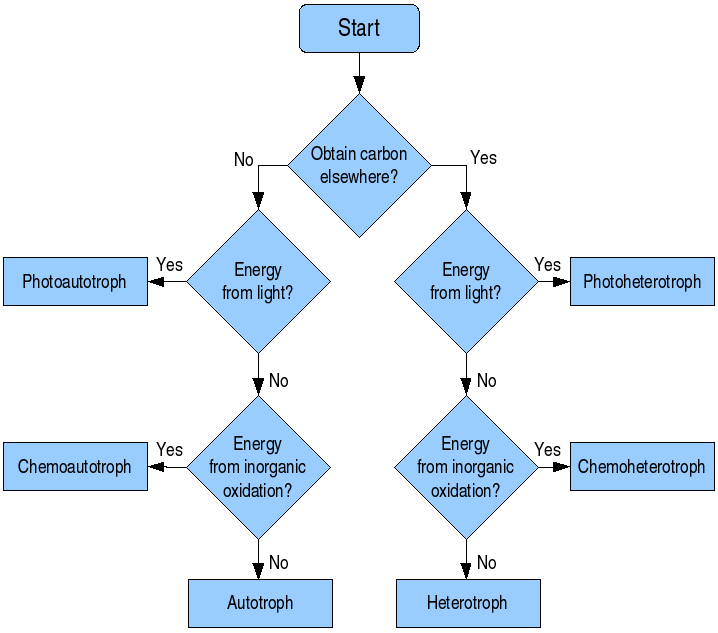
Esquema de los tipos de metabolismo.

Llamamos quimioheterótrofo a aquel individuo que tiene como fuente de energía las reacciones y como fuente de carbono la materia orgánica.

## Ejemplos
Es el metabolismo propio de hongos y animales. También se encuentra en ciertas bacterias como las del filo Spirochaetes, las de las familias Aurantimonas Daceae y Enterobacteriaceae, las de los géneros Parvularcula y Sphingomonas y la Palaeococcus helgeson v.